# لوتی کالیفرنیا
لوتی کالیفرنیا (نام علمی: Hysterocarpus traskii) نام یک گونه از تیره لوتی امواج است.